# Oumar Sène
Oumar Gueye Sène (ur. 23 października 1959 w Dakarze) – senegalski piłkarz występujący na pozycji pomocnika. Ojciec innego piłkarza, Saëra Sène.

## Kariera klubowa
Sène rozpoczynał karierę w 1977 roku w zespole US Gorée, z którym zdobył mistrzostwo Senegalu (1978). W 1980 roku przeszedł do francuskiego Stade Lavallois. Sezon 1980/1981 spędził w trzecioligowych rezerwach tego klubu, a do jego pierwszej drużyny został włączony w następnym. W Division 1 zadebiutował 28 listopada 1981 w przegranym 0:3 meczu z Paris Saint-Germain, zaś 10 września 1982 w przegranym 1:4 spotkaniu z Girondins Bordeaux strzelił swojego pierwszego gola w tych rozgrywkach. W Lavallois występował do 1985 roku. 
Następnie odszedł do ligowego rywala, zespołu Paris Saint-Germain. W sezonie 1985/1986 wywalczył z nim mistrzostwo Francji, a w sezonie 1988/1989 – wicemistrzostwo Francji. W 1992 roku zakończył karierę.
W Division 1 rozegrał 284 spotkania i zdobył 32 bramki.

## Kariera reprezentacyjna
W reprezentacji Senegalu Sène grał w latach 1982–1992. W 1986 roku został powołany do kadry na Puchar Narodów Afryki. Rozegrał na nim 3 spotkania: z Egiptem (1:0), Mozambikiem (2:0) i Wybrzeżem Kości Słoniowej (0:1), a Senegal odpadł z turnieju po fazie grupowej.
W 1992 roku ponownie wziął udział w Pucharze Narodów Afryki, zakończonym przez Senegal na ćwierćfinale. Wystąpił na nim w meczach z Nigerią (1:2), Kenią (3:0) i Kamerunem (0:1).